# 即心院
即心院（そくしんいん、文禄2年（1593年） - 慶長17年2月5日（1612年3月7日））は、天城池田家初代当主・池田由之の正室。父は阿波徳島藩祖・蜂須賀家政。母は家政の側室。妹弟に蜂須賀至鎮、阿喜姫（井伊直孝正室）、実相院（松平忠光正室）がいる。 名は万。

## 生涯
徳島藩祖である蜂須賀家政と側室の間に生まれる。後に池田由之に嫁ぎ、慶長10年（1605年）に長男・池田由成、慶長12年（1607年）に次男・池田由英（後の蜂須賀玄寅）をもうける。
慶長17年2月5日（1612年3月7日）、備前岡山藩で没する。享年20。法号は即心院殿梅岩宗清大姉。徳島県徳島市の興源寺に供養塔が建つ。